# Jairo Rijo Severino
Jairo Rijo Severino es un deportista dominicano que compitió en taekwondo. Ganó dos medallas en el Campeonato Panamericano de Taekwondo en los años 2008 y 2012.

## Palmarés internacional
| Campeonato Panamericano | Campeonato Panamericano | Campeonato Panamericano | Campeonato Panamericano |
| Año                     | Lugar                   | Medalla                 | Categoría               |
| ----------------------- | ----------------------- | ----------------------- | ----------------------- |
| 2008                    | Caguas (Puerto Rico)    | Medalla de bronce       | –58 kg                  |
| 2012                    | Sucre (Bolivia)         | Medalla de plata        | –63 kg                  |